# Josianne Cutajar
Josianne Cutajar (Rabat, 27 dicembre 1989) è una politica maltese, eletta europarlamentare nel 2019.